# Confluencia

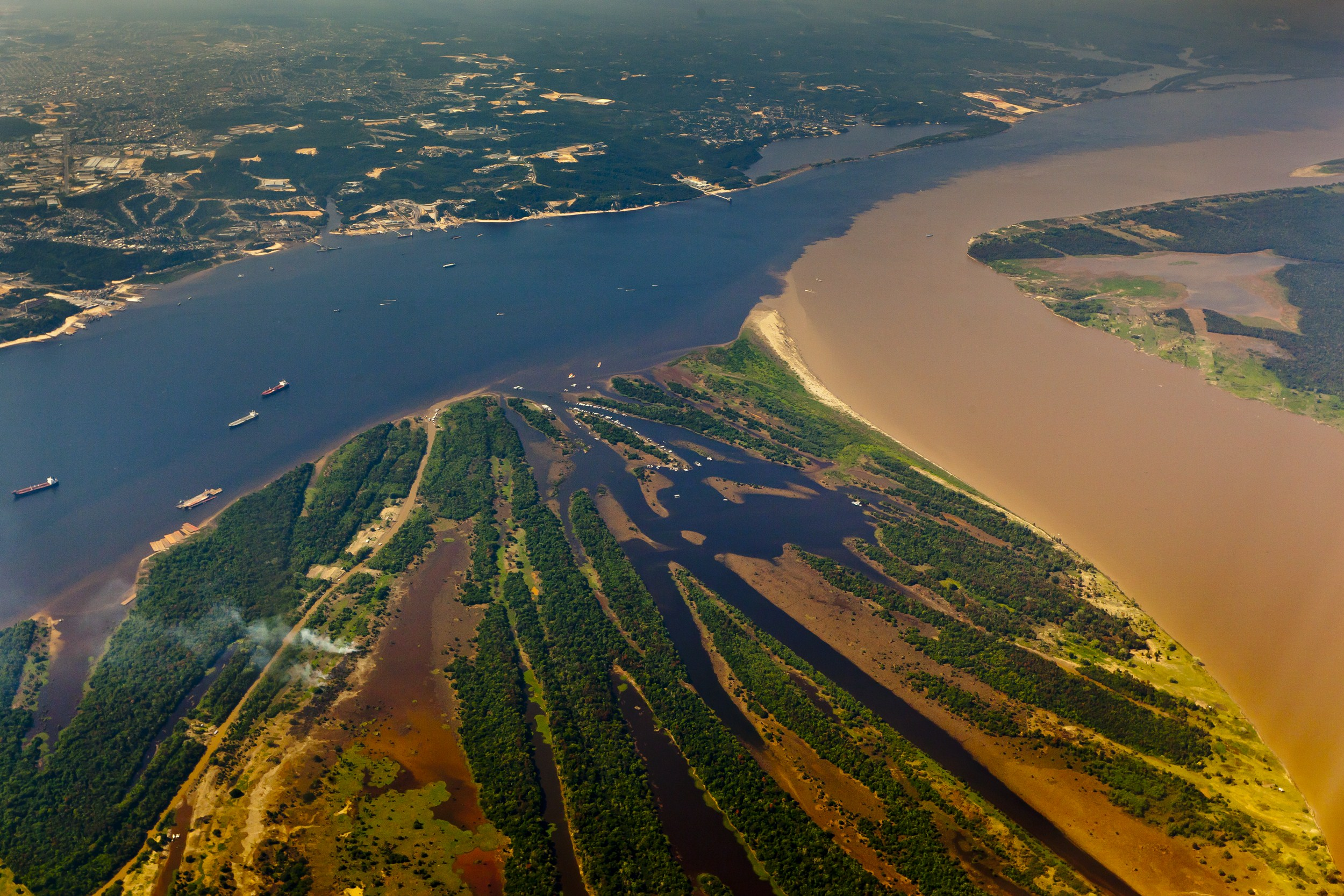
Encuentro de las Aguas, una confluencia cerca de Manaus en Brasil. En esta confluencia se junta el tramo del río amazonas conocido como río Solimões (derecha) con el río Negro (izquierda).

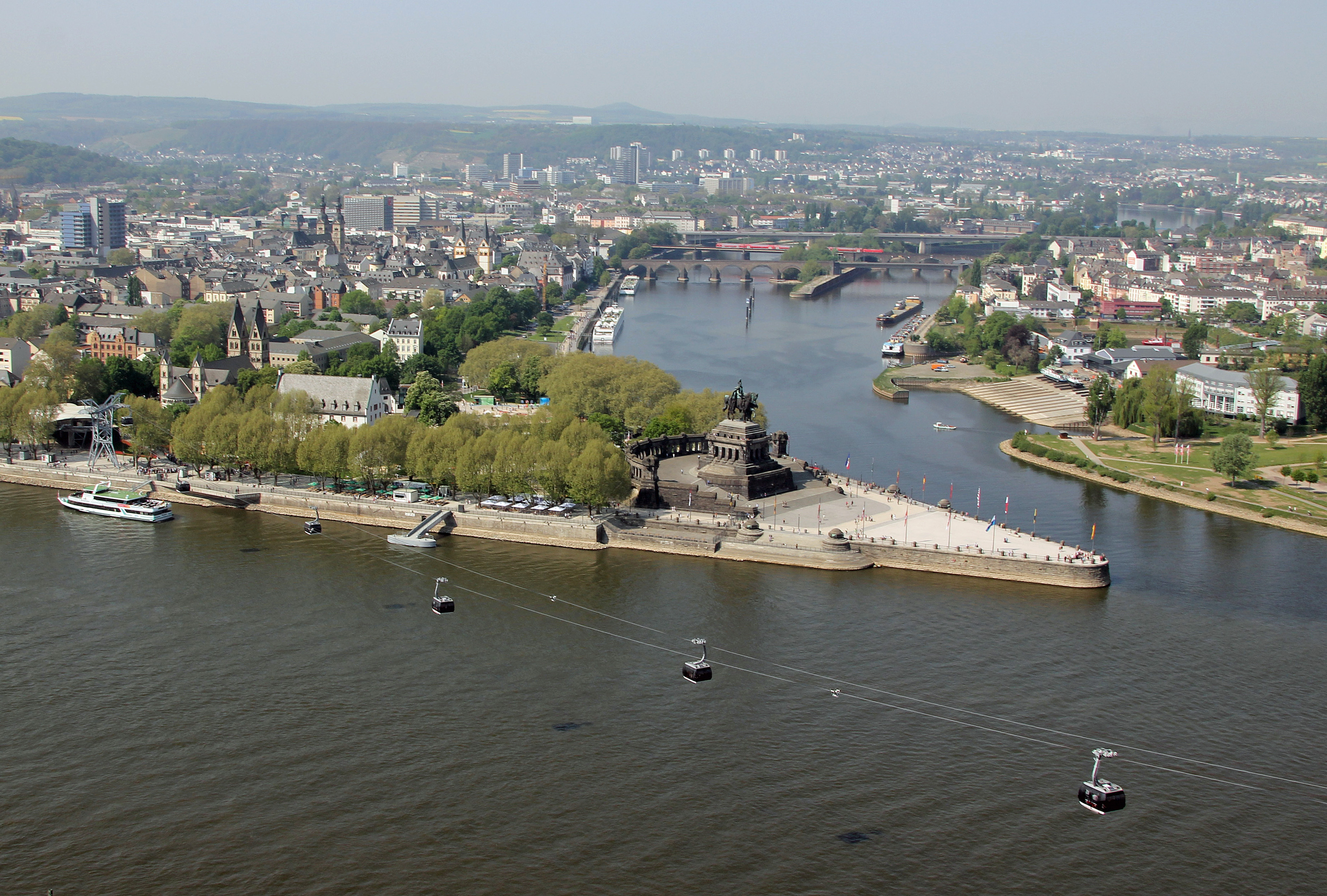
Confluencia del Mosela (al fondo) con el Rin (en primer plano) por la margen izquierda de este último río, que es el río principal.

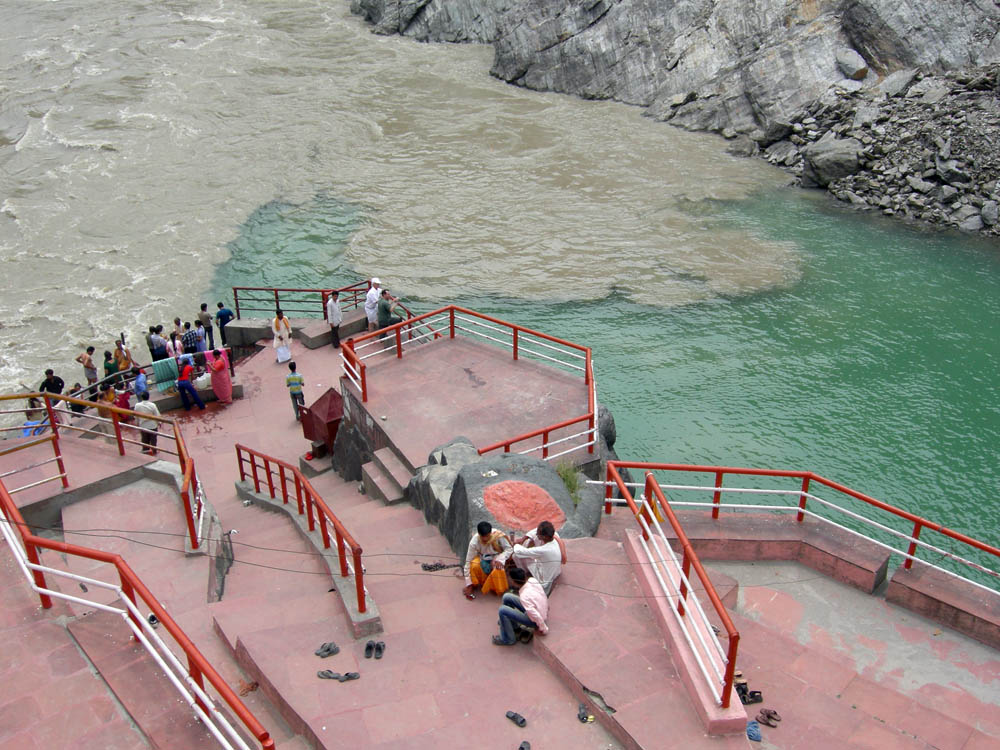
Confluencia de los ríos Bhagirathi y Alaknanda para producir el Ganges en Devprayag, India. Note los sedimentos suspendidos del Alaknanda.

En hidrología, una confluencia  fluvial o simplemente confluencia es la reunión en uno solo de dos o más cursos de agua, glaciares o corrientes marinas, así como el punto donde esto ocurre.
En pocas palabras, confluencia es donde aguas de distintas corrientes o ríos se unen para formar un cauce común. El nombre de confluencia o su lugar también puede ser un topónimo, como sucede en el idioma francés en Conflans-Sainte-Honorine o como el departamento Confluencia en la provincia argentina de Neuquén. 
Aguas abajo de una confluencia, el lecho del río suele ser proporcionalmente más estrecho que la suma de la anchura que tienen los dos ríos aguas arriba. Esa estrechez queda compensada por una mayor profundidad del lecho por la cual la corriente es también más rápida, con lo que la velocidad de la corriente aumenta también proporcionalmente.

## Tipos de confluencia
Por lo general, las confluencias entre dos o más ríos suelen ser asimétricas según sean el caudal, la extensión de la cuenca respectiva, los distintos climas en los ríos de cuencas muy extensas, las pendientes, la vegetación, la constitución geológica, la energía hidráulica de cada río y otros factores.